# Autostrada A6 (Portugalia)
Autostrada A6 (în portugheză Autoestrada A6) sau Alentejo (în portugheză Autoestrada do Alentejo) este o autostradă portugheză, care leagă Marateca de Elvas, continuând până la granița cu Spania, conectând regiunea Zonei Metropolitane Lisabona cu subregiunile Alentejo Central și Alto Alentejo, aparținând regiunii Alentejo, cu o lungime totală de 157,9 km.
Finalizată în 1999, este principala legătură dintre Lisabona și Spania, susținând importanta axă Lisabona-Madrid. Este o parte integrantă, în toată extinderea sa, a IP7 și a drumului european 90.
Această autostradă începe de la Autostrada de Sud din Marateca, urmând peisajele din Alto Alentejo până la Montemor-o-Novo, Évora și apoi spre zona de marmură Serra d'Ossa - Estremoz, Borba și Elvas, terminând lângă granița cu Caia. În Caia, A6 se conectează la autostrada spaniolă A-5, care se termină în Madrid, trecând prin Badajoz și Mérida.
A6 este concesionată de Brisa și are taxe, cu excepția dintre Elvas (vest) și granița Caia/Badajoz. Pe 1 ianuarie 2023, călătoria între Lisabona (Fogueteiro) și Elvas costă 17,85 € pentru un vehicul de clasa 1.